# Ennéadécagone
Un ennéadécagone ou ennéakaidécagone est un polygone à 19 sommets, donc 19 côtés et 152 diagonales.
La somme des angles internes d'un ennéadécagone non croisé vaut 3 060 degrés.

## Ennéadécagones réguliers
Un ennéadécagone régulier comprend 19 côtés de même longueur et 19 angles internes de même mesure. Il y a neuf ennéadécagones réguliers : huit étoilés (les ennéadécagrammes notés {19/k} pour k de 2 à 9) et un convexe (noté {19}). C'est de ce dernier qu'il s'agit lorsqu'on parle de « l'ennéadécagone régulier ».

L'ennéadécagone régulier convexe {19} et ses angles remarquables.

Les huit ennéadécagones réguliers étoilés
{19/2}
{19/3}
{19/4}
{19/5}
{19/6}
{19/7}
{19/8}
{19/9}

## Caractéristiques de l'ennéadécagone régulier
Chacun des 19 angles au centre mesure {\displaystyle {\frac {360^{\circ }}{19}}\approx 18{,}947^{\circ }} et chaque angle interne mesure {\displaystyle {\frac {3\,060^{\circ }}{19}}\approx 161{,}053^{\circ }}.
Si a est la longueur d'une arête :
- le périmètre vaut {\displaystyle P=19\,a} ;
- l'aire vaut {\displaystyle A={\frac {19}{4}}\,a^{2}\cot \left({\frac {\pi }{19}}\right)} ;
- l'apothème vaut {\displaystyle H={\frac {2\,A}{P}}={\frac {a}{2}}\cot \left({\frac {\pi }{19}}\right)} ;
- le rayon vaut {\displaystyle R={\frac {H}{\cos \left({\frac {\pi }{19}}\right)}}={\frac {a}{2\sin \left({\frac {\pi }{19}}\right)}}}.